# Eric Keim
Eric Keim (* 4. Dezember 1981 in Fort Lauderdale) ist ein US-amerikanischer Radrennfahrer.
Eric Keim begann seine Karriere 2006 bei dem US-amerikanischen Continental Team AEG Toshiba-Jetnetwork. In seinem zweiten Jahr dort war er bei der Tour of Belize zusammen mit Todd Henriksen, Jeovanni Leslie, Marlon Castillo, Frank Travieso, Gregory Lovell, Ernest Meighan und Mateo Cruz bei der dritten Etappe, dem  Mannschaftszeitfahren  in Hattieville, erfolgreich.

## Erfolge
2007
- Mannschaftszeitfahren Tour of Belize

## Teams
- 2006 AEG Toshiba-Jetnetwork
- 2007 AEG Toshiba-Jetnetwork
- 2008 Toshiba-Santo-Herbalife